# مرغ پوپی زرد
مرغ پوپی زرد(نام علمی: Anthochaera paradoxa) نام یک گونه از سرده مرغ پوپی است.